# Whistleblower (film)
Pour plus de détails, voir Fiche technique et Distribution.
Whistleblower (七つの会議, Nanatsu no Kaigi, litt. « Les 7 conférences ») est un film dramatique japonais réalisé par Katsuo Fukuzawa et sorti le 1er février 2019. C'est l'adaptation du roman éponyme de Jun Ikeido publié le 5 novembre 2012.
L'histoire se déroule dans le monde des grandes entreprises japonaises avec pour protagoniste un salaryman qui quitte son poste à l'heure prévue et prend tous ses congés payés, un comportement rarissime au Japon.
Il est premier du box-office japonais de 2019 lors de son premier week-end d'exploitation.
En anglais, un whistleblower est un lanceur d'alerte.

## Synopsis
Tamio Yasumi (Mansai Nomura) travaille comme chef de sous-section pour l'entreprise Tokyo Kenden, une filiale du géant Xenox Corp, et n'a pas reçu de promotion depuis longtemps. Ses autres collègues, comme Makoto Kitagawa (Teruyuki Kagawa), son responsable, travaillent très dur.
Deux équipes de vente sont en concurrence, celle de Banji Harashima (Mitsuhiro Oikawa (en)), nouveau vice-directeur du département, qui n'a pas atteint son objectif, et celle de Nobuhiko Sakado (Ainosuke Kataoka), qui a atteint son objectif pour le 35e mois d'affilée. Tamio Yasumi, qui est le second de l'équipe de Harashima, est un employé atypique qui défit les règles officieuses du travail au Japon en quittant son poste à l'heure prévue et en prenant tous ses congés payés. Sous ses airs paresseux, Yasumi est en fait un homme doté d’une volonté forte qui prend un jour position en accusant son patron d’abus de pouvoir et tente de mettre à jour la corruption dans son entreprise.
De son côté, Yui Hamamoto (Aki Asakura), une gentille office lady, commence à préparer et vendre des beignets pour renforcer le moral de l'entreprise, mais elle constate qu'un voleur lui vole ses produits lorsqu'elle a le dos tourné.

## Distribution
- Mansai Nomura : Tamio Yasumi
- Teruyuki Kagawa : Makoto Kitagawa
- Mitsuhiro Oikawa (en) : Banji Harashima
- Ainosuke Kataoka : Nobuhiko Sakado
- Takuma Otoo : Itsuro Misawa
- Shingo Fujimori : Yusuke Nitta
- Aki Asakura : Yui Hamamoto